# Aubert Aviation
Aubert Aviation (más tarde, SA des avions P. Aubert) fue una compañía de fabricación de aviones francesa establecida en 1932 por Paul Aubert en Issy-les-Moulineaux. En 1938, hizo volar un monoplano ligero, el Aubert Cigale (en), y continuó desarrollando este modelo después de la Segunda Guerra Mundial en Buc, construyendo 30 unidades del modelo antes de cesar sus operaciones en 1959.